# アラブ連合共和国

アラブ連合共和国
الجمهورية العربية المتحدة (アラビア語)

国歌: والله زمان يا سلاحي（アラビア語）
アラブ連合共和国の位置（1961年）

アラブ連合共和国（アラブれんごうきょうわこく、アラビア語: الجمهورية العربية المتحدة, ラテン文字転写: al-Jumhuriyah al-Arabiyah al-Muttahidah, 英語: United Arab Republic, 略称UAR）は、1958年にエジプト共和国が、シリア共和国と連合し作られた国家である。アフリカ大陸の北東部分およびアジア大陸の西側に位置した飛び地国家で、人口はエジプト2,598万人、シリア457万人（1960年センサス）、面積1,186,630km2（エジプトとシリアの合計）であった。首都はカイロ。しかし、1961年にシリアが連合を離脱したのに伴い、連合は解体した。エジプトは1971年までこの名を名乗り続けたが、現在ではエジプト・アラブ共和国（エジプト）となっている。

## 建国と崩壊

### 統合呼びかけと背景
アラブ連合共和国は、1958年2月1日に建国された。そのきっかけは、シリアの政治・軍事指導者たちのグループがエジプトの大統領ガマール・アブドゥル＝ナーセルに汎アラブ民族国家の建設の第一歩として合邦を呼びかけたことであった。シリアの汎アラブ主義感情は強く、また同じく汎アラブ主義者であったナーセル大統領は1956年のスエズ危機を乗り切ったことや農村改革などの社会主義的改革手法でアラブ世界の英雄となったところだった。このため、シリアではナーセルのエジプトと連合を組むことに大衆の支持があったとされる。
連合がこのように即座に誕生したことには特殊な理由もあった。シリアはトルコなど周辺諸国に押されていたほか、国内ではハーリド・バクダーシュ (Khaled Bakdash) 率いるシリア共産党の力が伸長、シリアの他の政治勢力の間には危機感が漂っていた。汎アラブ主義を掲げるシリアのバアス党内部にも危機があり、指導者は脱出の道を探っていた。アディーブ・アッ＝シーシャクリー (Adib al-Shishakli) の軍事政権が1954年に打倒されて以降シリアでは民主政治が行われていたものの、民衆の間に起こるアラブ統一への圧力は、組閣の際の政党構成にも影響を与えていた。シリア共産党やムスリム同胞団といった政党は、自由将校団に複数のメンバーを抱えるエジプトの共産党（民族解放民主運動）や同胞団と同じく革命を支持したにもかかわらずナーセル政権から弾圧を受けていたが（ソ連との関係上共産党は自主解散とされてアラブ社会主義連合に加入させられた）、シリア民衆の意向を汲んでアラブ統一に積極的な態度をとるほどだった（例えば軍事クーデターに近い形でエジプトとアラブ連合共和国建国で合意したシリア代表団を率いたアフィフ・アル・ビズリはマルクス主義者で有名だった）。また商業国シリアの経済界のエリート達も、シリアより経済的に未発達で人口が多いエジプト市場への進出を望んでいた。

### 連合の構成とエジプトによる支配
エジプトのナーセル大統領とシリアのシュクリー・アル＝クーワトリー大統領は1958年2月22日、両国での国民投票での圧倒的な賛成を経て連合協定に調印した。ナーセルが新しいアラブ連合大統領に選ばれ、カイロが首都となった。また新しい憲法が制定された。
この協定で二つの国家はナーセルを首班とする一つの国として結ばれた。連合共和国は単一国家体制をとっており、ナーセルの卓越した指導力とエジプト地区の人口・政治上の優位により、連合共和国はエジプト主導の国家となっていった。エジプト人の軍事顧問や技術顧問がシリア地区に入り、シリア地区の軍・警察・官僚はエジプト人の管理下に入ったためシリア人の間には憤慨が広がった。ナーセルがエジプトで行っていた一党独裁体制はシリア地区にも拡張され、バアス党やアラブ民族主義運動といった政党は全て解体し翼賛政党に吸収された。これに反対する政治家たちが行動すると政府はこれを乱暴に扱った。ハーリド・バクダーシュが1958年12月、よりゆるやかな連邦国家案を提案すると、政府はバクダーシュとシリア共産党に弾圧を加えた。イスラム主義政党にも同じような弾圧の運命が待っていた。
皮肉にも、新国家アラブ連合は、その支配者らが恐れる共産勢力によって支えられていた。冷戦を戦う同盟国を増やそうとするソビエト連邦は、発足したばかりのアラブ連合に早速武器の売り込みを開始した。この関係はアラブ連合崩壊後も続くこととなった。
アラブ連合は汎アラブ色の赤・白・黒の三色旗を国旗に採用した。ただし中央に二つの緑の星をあしらい、エジプトとシリアという国家の二つの地域を代表させた。これは他のアラブ国家とも共通する配色であり、連合加入前のシリアも緑・白・黒の三色に三つの赤い星というデザインを用いていた。
アラブ連合共和国には、さらにイエメン王国（北イエメン）が1958年に汎アラブ主義に基づき合流した。両国の間では「アラブ国家連合」(United Arab States) という緩やかな国家連合が1961年まで形成されていた。

### ヨルダンとの衝突
アラブ連合は、間に挟まれたヨルダンにとって大きな脅威となった。1956年にヨルダンのバアス党と共産党の統一戦線を率いて首相になったスレイマン・アル＝ナブルシーがナセルに接近した際は王政の危機を経験していた。ヨルダンにとって隣国シリアは反政府煽動の拠点で、フセイン1世国王に対する陰謀をめぐらす者たちの避難場所であった。エジプトの急進的な政治姿勢もヨルダンに不安を与えた。フセイン国王のとった策は、同じハーシム家の一員であるイラク王国のファイサル2世に、アラブ連合に対抗するヨルダン＝イラク同盟（アラブ連邦）結成を提案することだった。アラブ連合成立から間もない1958年2月14日にアラブ連邦が成立し、軍の統一、軍事費の統合（80%がイラク負担、20%がヨルダン負担）が行われた。合意に基づき、両国の部隊の交換も行われることになった。
しかしこの連邦は夏にイラクのクーデター（7月14日革命）で瓦解した。1958年7月上旬、フセイン国王とファイサル2世を両方打倒する陰謀が明るみに出た。ヨルダンにいた陰謀参加者の一人はエジプト人諜報員の参与があったと明かし、陰謀も中止されたと述べた。これに対しイラクはアラブ連合の圧力が迫るヨルダンへ軍を増派しようとしたが、7月14日、ヨルダンへ向かう予定だったイラク軍部隊は立ち寄ったバグダードでクーデターを行い共和国樹立を宣言、ファイサル2世と皇太叔父、その他王族は宮殿で射殺されイラク王国は滅亡した。首相ヌーリー・アッ＝サイードも逃亡に失敗し殺された。このクーデターに関し、エジプトやアラブ連合は積極的に関わっていなかったと見られている。しかしクーデター宣言後、アラブ連合はカーシムらのイラク新政府への支援を発表、これを承認し、シリア・ヨルダン間の国境を封鎖した。国境のシリア部隊には厳戒態勢が下された。
これら一連の出来事はフセイン国王にとり大きな圧力となった。1962年、彼はアラブ連合について、「彼らには大きな野心がある、私が信じるところではそれは、アラブ世界の支配ではすまないものだ」と述べている。ヨルダンの貿易路は断ち切られ、イラクが石油供給の生命線を握った。フセイン国王はアメリカ合衆国に、イスラエル経由の貿易路をもうけるための支援を依頼している。
ヨルダンの政治情勢は悪化し、ダマスカス放送はヨルダン市民に「ハーシム家の専制」に対し立ち上がるよう呼びかけた。フセイン国王はついに、かつての宗主国だったイギリスと手を結ばなければならない所に追いこまれた。イスラエル、アメリカ、イギリスの三国によるヨルダン王政支援は、ヨルダンとアラブ連合が武力衝突する事態を回避するために大きな役割を果たした。

### 連合の解体
このようにアラブ連合共和国はアラブ世界に影響を与えた。しかし第一次中東戦争のアラブ側の不協和音の原因ともなった君主制時代のエジプトとイラクの、『自分こそがアラブ世界のリーダーである』との驕りと自負はそれぞれが共和制になったところで変わっておらず、結局これが連合共和国を崩壊させ、さらにはその再建を不可能にすることとなる。
連合におけるエジプトの圧倒的な指導力と、ダマスカスに派遣されたエジプト人官僚・軍人のシリア人に対する傲慢な態度は、シリア人官僚や政治家、軍人、経済人の怒りへとつながった。加えて、ダマスカスの企業家たちは切望していたエジプト市場への参入を連合に拒否された上、企業国有化や農地改革などナーセルの社会主義的改革によるシリア経済混乱で損失を被った。首都カイロに移住させられたシリアの指導者たちは表向きは国の重要なポストを与えられたものの、ナーセルたちエジプト人の指導勢力から疎外され決定事項に関われず、力の根源であるシリア人支持者たちからも切り離され無力感を味わった。
アラブ連合は1961年9月、1959年に非合法化されたシリアのバアス党によるクーデターのあとで崩壊した。アラブ連合からの分離後もシリアではなお汎アラブ主義者の間で分離に対する異議が強く、政治的混乱や街頭でのデモ、小競り合いが絶えなかった。事態が収拾されるのは、バアス党、ナーセル支持者、その他アラブ連合に賛成する勢力がクーデターで権力を握った1963年である。しかし、エジプトとの連合再建協議が開始されたが、シリア側は一度エジプトに飲み込まれた経験から警戒心が強く、同時期バアス党クーデターがおこったイラクとの三カ国連合の話は不調に終わった。
イラクの国旗（1991年までのもの）はアラブ連合の国旗の星を二つから三つに変えたものだが、これは連合崩壊後の1963年、エジプト・シリア・イラクによる汎アラブ国家樹立を望んでいたイラク・バアス党のクーデターのあとで制定されたもので、汎アラブ国家に使われる予定の旗であった。三つの星はエジプト・シリア・イラクの三地域を意味するが、結局アラブ連合再生はならなかった。
その後、1964年から1963年11月イラククーデターが起きたイラクや北イエメンと連合再建の協議があっても結局失敗し、エジプトは一カ国だけで「アラブ連合共和国」を名乗り続けた。この名がエジプトの正式な国名から消えたのは、ナーセルの死後、1971年のことであった。

## アラブ連合共和国（エジプト）の地理と政治

### 自然
地形は単調であり、石灰岩などからなる台地である。南西に行くにつれて、高度が上がりギルフ・エル・ケビール高原辺りで標高1900メートル程度に達する。ナイル川が外来河川として流れているが、国内ではほとんど支流は無い。カイロより下流地域は、ナイル川によって形成された大デルタ地帯となっている。砂漠地帯にもオアシスがあり、特にシーワ、バハレイヤ、ファラフラ、ダフラ、ハルガの五つのオアシスは1600年頃からエジプト人に利用されていた。

### 気候
乾燥帯に属し、ナイル谷と地中海に面する地域を除けば、ほぼ全て砂漠である。夏・冬2つの季節に分けられ、4～10月は非常に高温で空気の乾燥した夏、11～3月は日中は暑いが夜間は多少涼しい冬となっている。季節の分かれ目にはハムシンと呼ばれる40度以上の熱風が吹きつける。砂埃を伴う南西の熱風であり、南方からの低気圧によるものである。

### 生物
国土が広大な砂漠に覆われているため生物が生息できるのは、オアシス地帯が主である。乾燥に強いコルクガシ、オリーブなどが自然に生え、ナツメヤシ、アブラヤシなどがオアシスで栽培されている。草地にはトビネズミ、トビモグラといった小型哺乳類、河畔の低湿地にはペリカン、サギなどの水鳥類が生息する。家畜ではラクダ、山羊、ヒツジなどがおもであった。

### 言語
古代エジプトでは、アフロ・アジア語族のエジプト語が使用されており、古代エジプトが滅亡した後もギリシア語の影響を受けたコプト語として存続していた。9世紀に入り、アラブ人が到来するとアラビア語が急速に広まって国語となり、コプト語はコプト正教会の典礼などに残るのみとなった。

### 宗教
イスラム教が社会の基底にあり、事実上それを支配していた。しかし、なかにはキリスト教徒（コプト正教会、正教会のアレクサンドリア総主教庁、東方典礼カトリック教会など）、ユダヤ教徒も存在した。

### 風俗
イスラム教の影響を多大に受けた生活様式となっており、古くから男女隔離、男尊女卑、多妻制などが認められていたが、生活近代化にともない崩壊した。しかし、農村地区では慣習が残される所もあった。

### 文化
政府が文化事業を強力に推進したため、演劇・音楽などの創作が活発に行われた。TVは1960年に放送が開始された。

### 教育
教育制度は、初等6ヵ年、予備（中学校）3ヵ年、中等（高等学校）3ヵ年、大学4ヵ年を基本としている。初等学校は無償義務教育制がとられていた。この教育制度において著しいことは、予備学校以上には、工業、農業、商業の技術専門学校が多く、科学技術教育の振興に力が注がれていることであった。イスラム教育を進める学校もあったが、セキュラリズムに沿った改革が行われていた。